# Empirische Evidenz

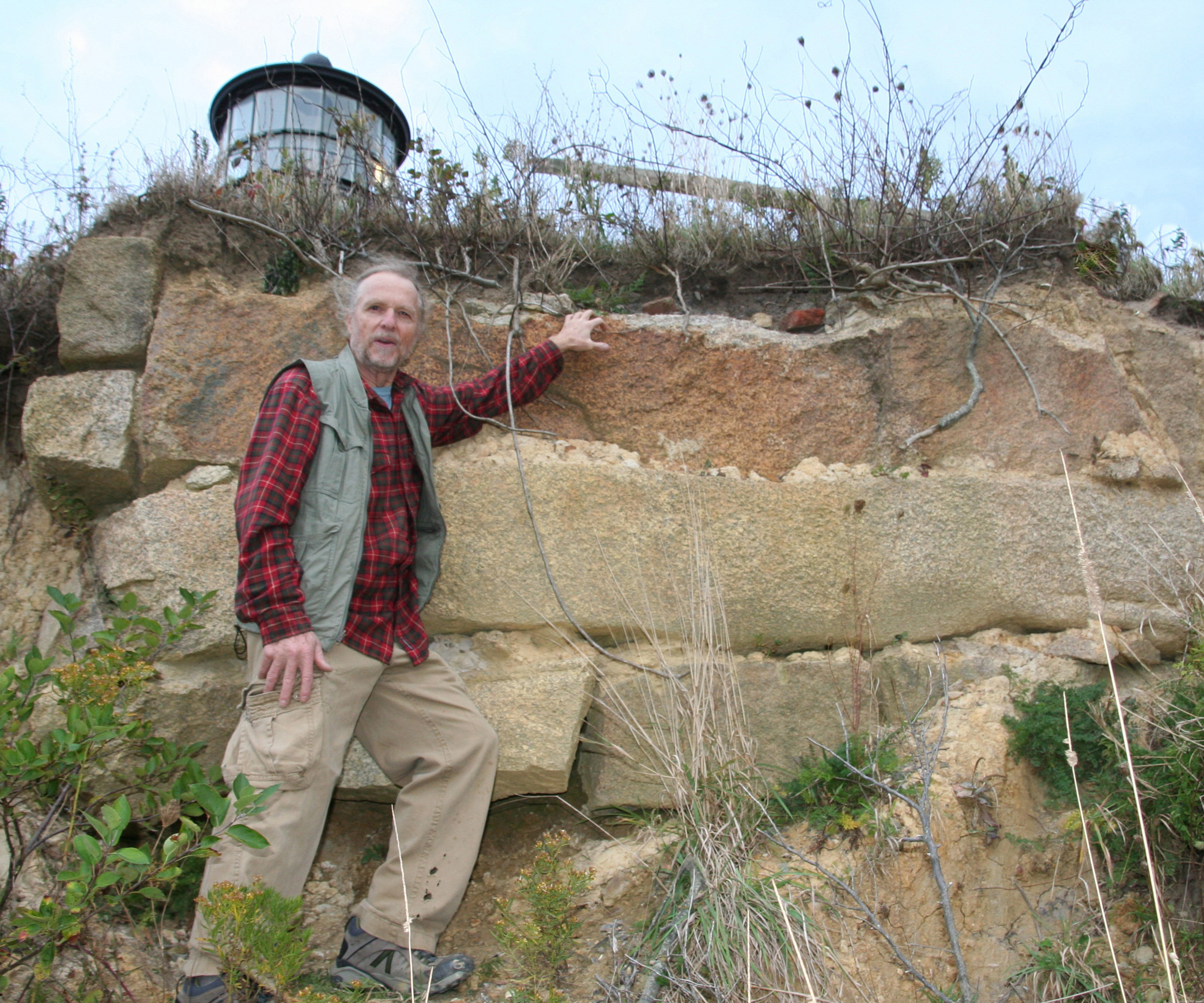
In der Nähe des Leuchtturms Gay Head Light auf der Insel Martha’s Vineyard ist ein empirischer Beleg für ein früheres Gebäude zu sehen

Empirische Evidenz (englisch empirical evidence) oder kurz Evidenz ist eine Bezeichnung für das Beweismaterial, das in den Wissenschaften gefordert wird, um Behauptungen, Hypothesen, Thesen oder Theorien von gesichertem Wissen unterscheiden zu können. Man spricht auch von empirischen Belegen oder empirischen Nachweisen (oder kurz von Belegen bzw. Nachweisen).
Auch in der Medizin spielt die empirische Evidenz eine große Rolle. In klinischen Studien werden die Wirksamkeit, Sicherheit und Verträglichkeit von Medikamenten und Behandlungsmethoden überprüft. Die evidenzbasierte Medizin fordert eine strikte Orientierung der praktischen Medizin an der Evidenz aus diesen Studien.
Bisweilen ist mit Evidenz nicht das Beweismaterial, also Ergebnisse der Forschung gemeint, sondern die Beweiskraft dieses Materials. Man spricht zum Beispiel von „schwacher Evidenz“ oder „hoher Evidenz“ für eine bestimmte Annahme oder eine Behandlungsmethode.

## Empirie
Empirische Daten sind Informationen, die auf Erfahrung beruhen (altgriechisch ἐμπειρία empeiría bedeutet „Erfahrung“). Sie werden durch Beobachtung und Experimente gewonnen. Um die Relevanz von Daten zu gewährleisten, wird häufig durch statistische Tests überprüft, ob statistische Signifikanz vorliegt. Der Qualitätssicherung dienen ferner ein sorgfältiges experimentelles Design und die Begutachtung durch Fachkollegen, bevor die Erkenntnisse in einer Fachzeitschrift veröffentlicht werden.

## Empirismus in der Philosophie
Francis Bacon (1561–1626) gilt als Begründer des modernen Empirismus. John Locke (1632–1704) und David Hume (1711–1776) leisteten wesentliche Beiträge. Die „Urteile a posteriori“ bei Immanuel Kant (1724–1804) entsprechen dem durch Erfahrung gesicherten Wissen (im Gegensatz zu a priori Wissen).
Man war lange der Meinung, dass empirisch gewonnene Daten „neutral“ seien. Seit den 1960er Jahren haben jedoch Thomas S. Kuhn und andere darauf hingewiesen, dass Wissenschaftler möglicherweise nicht neutral sein können, weil sie von ihren früheren Theorien, Überzeugungen und Erfahrungen beeinflusst werden. Folglich kann nicht erwartet werden, dass zwei Wissenschaftler, wenn sie dasselbe Ereignis oder Experiment beobachten, genau dieselben Beobachtungen machen. Auch eine Einigung über die Methodik bei Schlussfolgerungen und Interpretation könne das Problem nicht beseitigen, dass die beiden Wissenschaftler unter Umständen verschiedene Daten gewinnen.